# Ibn Juzayy
Abū ʿAbd Allāh Muḥammad ibn Muḥammad ibn Aḥmad ibn Juzayy al-Kalbī (in arabo محمد بن محمد بن أحمد بن عبد الله بن يحيى بن يوسف بن عبد الرحمن بن جزي الكلبي الغرناطي ‎?; Granada, 1321 – Fès, 25 ottobre 1357) è stato uno studioso, scrittore, poeta e storico di al-Andalus, noto soprattutto per aver edito la Riḥla, il resoconto dei viaggi di Ibn Baṭṭūṭa, considerato uno dei più grandi esploratori della storia.

## Biografia
Ibn Juzayy era il figlio di Abū l-Qāsim Muḥammad ibn Juzayy, il panegirista del sultano nasride Yūsuf I del Sultanato di Granada). Il padre morì nella battaglia del rio Salado nel 1340. Il padre Abū l-Qāsim (1294-1340) scrisse molte opere religiose, come i al-Qawānīn al-fiqhiyya (Le leggi della giurisprudenza), un manuale comparativo della giurisprudenza dei madhāhib sunniti. Scrisse anche un tafsir del Corano, e un libro sulla teoria del diritto, il Taqrīb al-wuṣūl ilā ʿilm al-uṣūl.
Ibn Juzayy scrisse la Riḥla (Resoconto di viaggio) del viaggiatore Ibn Baṭṭūṭa nel 1352-1355. Appare evidente che - secondo le consuetudini - alcune parti le abbia epitomizzate da opere precedenti, come la descrizione di Medina, presente nella Riḥla di Ibn Jubayr, e come la descrizione della Palestina, desunta da al-Ḥīḥī.
Morì a Fez nel 1357, due anni dopo il completamento dell'edizione della Riḥla di Ibn Baṭṭūṭa.